# Alford plea
Alford plea, även Alford guilty plea med flera varianter, är en plädering där en åtalad erkänner ur ett juridiskt perspektiv men fortsätter att hävda sin oskuld. Fördelen med att göra detta är att hårdare straff kan eller har kunnat ådömas den som fälls mot sitt nekande, och den som har överväldigande bevisföring eller vittnesmål emot sig kan på så vis minska ett straff som förefaller oundvikligt. Beteckningens ursprung är en rättegång i North Carolina 1963 där en Henry Alford stod åtalad för mord och riskerade dödsstraff men hade möjlighet att slippa undan med ett tidsbegränsat fängelsestraff om han erkände. Alford dömdes till 30 års fängelse och avled i fängelse 1975. 
I ett överklagande till USA:s högsta domstol 1970, North Carolina v. Alford - som gav fenomenet dess namn - fastslog en majoritet, under domare Byron White, att Alfords plädering fastän möjligen moraliskt problematisk var konstitutionsenlig och att hävdande av oskuld kombinerat med erkännande, i juridisk mening, är tillåtet förutsatt att personen getts tillräcklig rådgivning från sitt ombud. 
År 2011 gjorde West Memphis Three en Alford plea.